# Las Terrenas
Las Terrenas es un municipio de la República Dominicana, que está situado en la provincia de Samaná.

## Etimología
El nombre del municipio se origina del francés La terrienne (La terrateniente).

## Límites
Municipios limítrofes:
|                | Norte: Océano Atlántico |              |
| Oeste: Sánchez |                         | Este: Samaná |
|                | Sur: Sánchez            |              |

## Distritos municipales
Está formado por el distrito municipal de:
| Nombre       | Código   |
| ------------ | -------- |
| Las Terrenas | 03200301 |

## Historia
El pueblo fue fundado en el año 1946, cuando el entonces presidente Rafael Leónidas Trujillo ordenó que los habitantes pobres de Santo Domingo fueran reubicados como campesinos y pescadores. Las Terrenas era entonces un pequeño pueblo de pescadores aislado del resto del país: la pista que lo unía al municipio de Sánchez (asfaltada solamente desde 1989), era impracticable, y llegar a esta comunidad era una aventura. Tampoco había electricidad, la cual llegó en el 1994 al pueblo.
Samaná fue un famoso puerto de tráfico de esclavos para los ingleses en el siglo XVII temprano. Hoy, las personas de estas provincias son una combinación de Taino, español, antillano y esclavos de africano.

## Demografía
Según el Censo de Población y Vivienda de 2002, el municipio tiene una población total de 13,869, de los cuales 6,985 eran hombres y 6,884 mujeres. Actualmente la población ha aumentado significativamente debido a la migración de extranjeros en la zona.

## Economía
Es conocida por su alto índice de turismo y por sus playas de arenas blancas y aguas claras. Entre los visitantes más frecuentados en la zona están los europeos; mayormente de nacionalidad española, italiana, francesa y alemana. Uno de los pueblos o comunidad más conocidos de la localidad, es el pueblo de los pescadores. Su nombre se debe a que anteriormente dicha localidad estaba mayormente poblada por pescadores. Entre las playas más conocidas están la playa de las Terrenas, playa Punta Poppy, playa Coson, playa Bonita y las Ballenas. El turismo de esta región está en constante crecimiento debido a la inversión en construcciones turísticas como hoteles, discotecas, restaurantes y plazas comerciales.

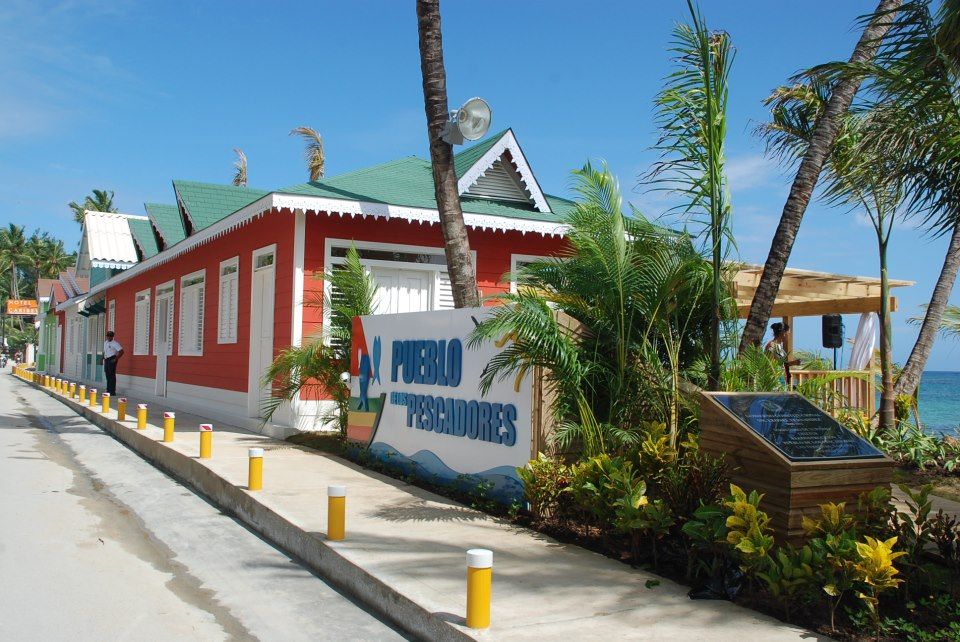
Pueblo de los pescadores

### Transporte
Desde la finalización de la nueva carretera entre Santo Domingo y Samaná, la gente de SD han empezado a llegar con más frecuencia. El trayecto dura 2 horas del centro del municipio al centro de Santo Domingo. Además, el nuevo aeropuerto de El Catey está abierto a los vuelos internacionales, principalmente para las conexiones con Europa y Canadá. 
En marzo de 2012 también se completó la parte nueva carretera entre El Catey y Las Terrenas. De hecho, todos los caminos están asfaltados.

### Otros
Las actividades secundarias del municipio son el comercio y la pesca enfocados al turismo.
El municipio desarrolló un nuevo acueducto que está listo y funcionando a partir de 2013. Además, en 2012 vio una nueva fibra óptica de Internet / TV / sistema telefónico instalado que ha mejorado progresivamente las comunicaciones y la conexión de red.